# مزرعة راست بود
مزرعة راست بود (بالفارسية: مزرعه راست بود) (بالإنجليزية: Mazraeh-ye Rast Bud)‏، قرية في ناحية صحراء باغ (بالفارسية: بخش صحراى باغ)، قسم صحراء باغ الريفي، مقاطعة لارستان، محافظة فارس، إيران. سُجلت في إحصاء عام 2006 ميلادية ولم تسجل أي معلومات عن عدد سكانها.